# Daniel Freire
Daniel Freire (Buenos Aires, 29 de desembre de 1961), és un actor argentí conegut principalment pel seu paper en la sèrie de televisió Doctor Mateo, on interpretava a Tom, l'amo de la taverna de San Martín del Sella, localitat fictícia on transcorre la història. També és conegut pel seu paper d'Aquilino, en la sèrie de televisió Amar es para siempre.

## Biografia
El seu debut al cinema es va produir per primera vegada l'any 1993, amb un paper en la pel·lícula d'origen argentí Un muro de silencio. A partir d'aquest moment, va obtenir diversos papers en nombroses pel·lícules, sèries i curtmetratges, entre els quals es troben Las Aventuras de Dios (2000) on interpretava Jesucrist; o Lucía y el sexo, dirigida per Julio Médem. Quant a sèries de televisió, destaquen dos importants papers: l'any 2005 va interpretar a l'audaç càmera Daniel Canalda a "Motivos personales" i en 2011 va passar a formar part del repartiment de "Doctor Mateo", on va obtenir el paper del roquer taverner de San Martín del Sella, Tom Pellegrini.
L'any 1999 va decidir viatjar fins a Madrid, intentant trobar en aquesta ciutat nous reptes cinematogràfics. No obstant això, va establir una relació d'amor amb la capital espanyola, convertint-la en el seu nou lloc de residència, on continua vivint en l'actualitat encara que continua realitzant nombrosos viatges a l'Argentina.
Quant a la seva vida privada, molt gelós d'ella, se sap que porta diversos anys casat amb el també actor Alberto Vázquez.

## Filmografia

### Pel·lícules
| Any  | Títol                    | Paper                                             | Director                          |
| ---- | ------------------------ | ------------------------------------------------- | --------------------------------- |
| 1993 | Un muro de silencio      | Daniel                                            | Lita Stantic                      |
| 1995 | El censor                | Escombriaire                                      | Eduardo Calcagno                  |
| 1997 | Canción desesperada      | Daniel                                            | Jorge Coscia                      |
| 1998 | El milagro de Sara Duval | Daniel                                            | Néstor Rosendo                    |
| 2000 | Las aventuras de dios    | Jesucrist                                         | Eliseo Subiela                    |
| 2001 | Lucía y el sexo          | Carlos i Antonio                                  | Julio Medem                       |
| 2001 | Sagitario                | Gustavo                                           | Vicente Molina Foix               |
| 2002 | El refugio del mal       | Martín                                            | Félix Cábez                       |
| 2002 | Impulsos                 | Jaime                                             | Miguel Alcantud                   |
| 2003 | Una pasión singular      | Blas Infante                                      | Antonio Gonzalo                   |
| 2004 | Catarsis                 | Enrique                                           | Ángel Fernández Santos            |
| 2004 | Matar al ángel           | Sabino                                            | Daniel Múgica                     |
| 2005 | Interior (noche)         | Emilio                                            | Miguel Ángel Cárcano              |
| 2007 | El niño de barro         | Comissari Petrie                                  | Jorge Algora                      |
| 2007 | Arizona Sur              |                                                   | Daniel Pensa i Miguel Angel Rocca |
| 2007 | Masala                   | Oscar                                             | Salvador Calvo                    |
| 2009 | Un ajuste de cuentas     | Josito Fernández                                  | Manane Rodríguez                  |
| 2011 | La sombra del sol        | Daniel                                            | David Blanco                      |
| 2013 | Cruzados                 | Carlos                                            | Miguel Ángel Cárcano              |
| 2013 | Autoréplica              | Julien                                            | Daniel Cabrero                    |
| 2018 | Campeones                | Francisco Carrascosa, entrenador de l'Estudiantes | Javier Fesser                     |

### Sèries de televisió
| Any         | Títol                 | Paper                | Notes        |
| ----------- | --------------------- | -------------------- | ------------ |
| 1999        | Campeones de la vida  | Dani                 | 1 episodi    |
| 2002 - 2005 | Ana y los 7           | David Hidalgo        | 91 episodis  |
| 2005        | Motivos personales    | Daniel Garrald       | 27 episodis  |
| 2007        | Hermanos & Detectives | Daniel               | 2 episodis   |
| 2007 - 2009 | MIR                   | Dr. Javier Lapartida | 26 episodis  |
| 2008        | El Síndrome de Ulises | Daniel               | 1 episodis   |
| 2009 - 2011 | Doctor Mateo          | Tom Pellegrini       | 44 episodis  |
| 2010        | Las chicas de oro     | Oscar                | 2 episodis   |
| 2013        | Historias de corazón  | Pintor               | 1 episodi    |
| 2014        | Águila Roja           | Luis de la Vega      | 1 episodi    |
| 2014 - 2016 | Amar es para siempre  | Aquilino Gonzáles    | 186 episodis |

### Curtmetratges
| Any  | Títol                  | Director                            |
| ---- | ---------------------- | ----------------------------------- |
| 1999 | Balada del Primer Amor | Daniel Pensa i Miguel Angel Rocca   |
| 2004 | Laura                  | Tote Trenas                         |
| 2005 | Aliteración            | Roberto Menéndez                    |
| 2005 | Machulenco             | David Blanco                        |
| 2005 | El Mono de Hamlet      | Alberto Chessa                      |
| 2006 | Límites Naturales      | Rubén Alonso                        |
| 2006 | Algo Tuyo Tengo        | José Miguel Idigoras                |
| 2008 | Ese Beso               | Kamala López                        |
| 2010 | El Grifo               | Denis Rovira van Boekholt           |
| 2011 | Secuestro              | Daniela Costa i Jose Diego Santiago |
| 2012 | Esos Dos               | Javier de la Torre                  |

### Documentals
| Any  | Títol  | Paper     | Director                            |
| ---- | ------ | --------- | ----------------------------------- |
| 1997 | El Che | Alejandro | Aníbal Di Salvo i Maurice Dugowson. |

### Teatre
| Any  | Obra                 | Director        |
| ---- | -------------------- | --------------- |
| 2012 | El veneno del teatro | Mario Gas       |
| 2015 | Humo                 | Manuel Galiana  |
| 2016 | Hamlet               | Miguel del Arco |

## Nominacions

### Premis Zapping
| Año  | Categoría    | Pel·lícules        | Resultado |
| ---- | ------------ | ------------------ | --------- |
| 2006 | Millor Actor | Motivos personales | Nominado  |